# Mount Hillaby
Mount Hillaby – najwyższy szczyt Barbadosu. Znajduje się w parafii St. Andrew (parafii Świętego Andrzeja). Ma wysokość 336 metrów nad poziomem morza.